# Leucanitis aksuensis
Leucanitis aksuensis är en fjärilsart som beskrevs av Fuchs 1903. Leucanitis aksuensis ingår i släktet Leucanitis och familjen nattflyn. Inga underarter finns listade i Catalogue of Life.